# James Aiona

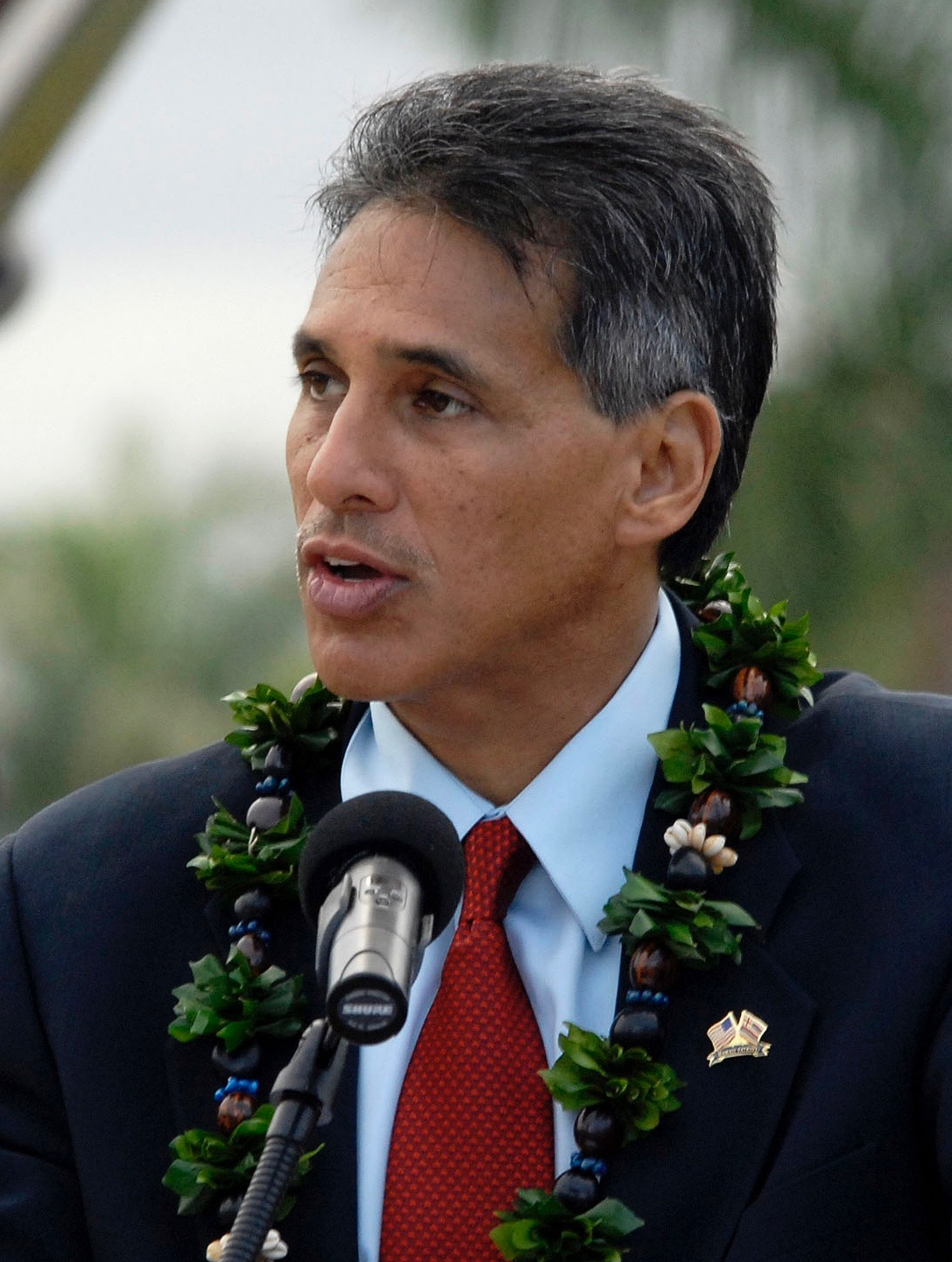
James Aiona

James R. „Duke“ Aiona Jr. (* 8. Juni 1955 in Pearl City, Hawaii-Territorium) ist ein US-amerikanischer Politiker. Zwischen 2002 und 2010 war er Vizegouverneur des Bundesstaates Hawaii.

## Werdegang
James Aiona absolvierte die Saint Louis School in Honolulu und danach bis 1977 ein Studium der politischen Wissenschaften an der University of the Pacific in Stockton (Kalifornien). Anschließend studierte er bis 1981 an der School of Law der University of Hawaiʻi at Mānoa Jura. In den folgenden Jahren übte er einige juristische Berufe aus. Zunächst war er stellvertretender Staatsanwalt für Honolulu und dessen Umgebung. Seit 1990 bekleidete er in Hawaii verschiedene Richterstellen. Politisch wurde er Mitglied der Republikanischen Partei.
Im Jahr 2000 wurde Aiona an der Seite von Linda Lingle zum Vizegouverneur von Hawaii gewählt. Dieses Amt bekleidete er nach einer Wiederwahl zwischen dem 4. Dezember 2002 und dem 6. Dezember 2010. Dabei war er Stellvertreter der Gouverneurin. Schwerpunkte seiner politischen Arbeit war der Kampf gegen Drogen und Medikamentenmissbrauch sowie übermäßigen Alkoholkonsum.
Im Jahr 2010 kandidierte James Aiona für das Amt des Gouverneurs von Hawaii, unterlag jedoch dem Demokraten Neil Abercrombie mit 41:58 Prozent der Stimmen. Vier Jahre später trat er erneut für seine Partei an. Bei der eigentlichen Wahl am 4. November 2014 trat Aiona erfolglos gegen den demokratischen Staatssenator David Ige sowie den parteilosen Mufi Hannemann an und erhielt dabei 37 Prozent der Stimmen. Für Ige sprachen sich 49 Prozent der Wähler aus, auf Hannemann entfielen knapp zwölf Prozent.